# P/2016 R4 (Gibbs)
P/2016 R4 (Gibbs) — одна з короткоперіодичних комет сім'ї Юпітера. Відкрита 10 вересня 2016 року; була 18.9m на час відкриття.